# ديفيد توماس روبرتس
ديفيد توماس روبرتس (بالإنجليزية: David Thomas Roberts)‏ هو ملحن أمريكي، ولد في 16 يناير 1955.

## وصلات خارجية
- ديفيد توماس روبرتس على موقع ميوزك برينز (الإنجليزية)
- ديفيد توماس روبرتس على موقع أول ميوزيك (الإنجليزية)
- ديفيد توماس روبرتس على موقع ديسكوغز (الإنجليزية)